# 博柳略斯德拉米塔西翁
博柳略斯德拉米塔西翁，是西班牙安达卢西亚自治区塞维利亚省的一个市镇。 总面积62平方公里，总人口5224人（2001年），人口密度84人/平方公里。